# Donbassite
La donbassite (simbolo IMA: Dbs) è un minerale del gruppo della clorite appartenente alla classe minerale dei "silicati e germanati" con composizione chimica Al2(Si3Al)O10(OH)2 • Al2,33(OH)6.

## Etimologia e storia
Il minerale prende il nome dalla regione del Donbass (in ucraino: Донбас) situata nell'Ucraina orientale.

## Classificazione
Nella nona edizione della sistematica dei minerali di Strunz la donbassite è elencata nella classe "9. Silicati (germanati)" e da lì nella sottoclasse "9.E Fillosilicati"; questa è ulteriormente suddivisa in base alla struttura del minerale in modo tale che la donbassite possa essere trovata insieme a baileycloro, borocookeite, franklinfurnaceite, glagolevite, nimite, chamosite, clinocloro, cookeite, gonyerite, pennantite e sudoite, con le quali forma il sistema nº 9.EC.55.
Tale classificazione viene mantenuta anche nell'edizione successiva, proseguita dal database "mindat.org", chiamata anche Classificazione Strunz-mindat.
Anche la classificazione dei minerali secondo Dana, usata principalmente nel mondo anglosassone, elenca la donbassite nella classe dei "fillosilicati" e nel gruppo dei "fillosilicati: fogli di anelli a sei membri intercalati 1:1, 2:1 e ottaedri", dove forma il sistema nº 71.4.1 insieme a cookeite, clinocloro, sudoite, nimite, baileycloro, chamosite, pennantite, ortochamosite e borocookeite.

## Abito cristallino
La donbassite cristallizza nel sistema monoclino nel gruppo spaziale C2 (gruppo nº 5) con i parametri reticolari a = 5,174 Å, b = 8,956 Å, c = 14,26 Å e β = 97,83°, oltre a due unità di formula per cella unitaria.

## Origine e giacitura
La donbassite si trova come rivestimento sui lati lisci dei depositi di carbone, ma anche nei terreni e nei sedimenti in ambienti molto ricchi di alluminio; è associata a quarzo e siderite.
La donbassite è un minerale poco comune ed è stata rinvenuta in pochi siti sparsi per il mondo: oltre alla sua località tipo, il Donbass in Ucraina, sempre in questo Stato è stata rinvenuta nell'oblast' di Luhans'k. Inoltre ritrovamenti di donbassite si sono verificati nelle seguenti località: nel ghiacciaio Scott (in Antartide); a Georgetown (nel Queensland, Australia); a Bizen (prefettura di Okayama, Giappone); nell'oblast' di Arcangelo (Russia); a Nesquehoning (Pennsylvania, Stati Uniti); nel distretto di Gilé (Mozambico); nel distretto di Lébombi-Léyou (Gabon); a Beas e a Sallent de Gállego (Spagna); a Castro Verde (Portogallo); a Vichy (Francia); a Triberg im Schwarzwald (nel Baden-Württemberg, Germania); a Montigny-le-Tilleul e a Olne (Belgio); a Prijedor (Bosnia ed Erzegovina).